# Palais du Grand Prévôt
Le palais du Grand Prévôt (en hongrois : nagypréposti palota) est un édifice situé à Eger. 